# 7104 Manyousyu
7104 Manyousyu è un asteroide della fascia principale. Scoperto nel 1977, presenta un'orbita caratterizzata da un semiasse maggiore pari a 2,4838839 UA e da un'eccentricità di 0,0776580, inclinata di 6,27321° rispetto all'eclittica.